# Tự nhiên (triết học)
Tự nhiên có hai ý nghĩa liên quan đến nhau trong triết học. Một mặt, nó có nghĩa là tập hợp của tất cả mọi thứ là tự nhiên, hoặc chịu sự hoạt động bình thường của các quy luật tự nhiên. Mặt khác, nó có nghĩa là các thuộc tính và nguyên nhân thiết yếu của những thứ riêng lẻ.
Làm thế nào để hiểu ý nghĩa và tầm quan trọng của tự nhiên là một chủ đề thảo luận nhất quán trong lịch sử Văn minh phương Tây, trong các lĩnh vực triết học của siêu hình học và nhận thức luận, cũng như trong thần học và khoa học. Nghiên cứu về những điều tự nhiên và các quy luật thông thường dường như chi phối chúng, trái ngược với thảo luận về ý nghĩa của tự nhiên, là lĩnh vực của khoa học tự nhiên.
Từ "thiên nhiên" - nature trong tiếng Anh, bắt nguồn từ tiếng Latin Natura, một thuật ngữ triết học có nguồn gốc từ động từ sinh đẻ, được sử dụng như một bản dịch cho từ phusis thời kỳ tiền (tiền Socrates) Hy Lạp, có nguồn gốc từ động từ cho sự phát triển tự nhiên. Trong thời cổ điển, việc sử dụng các từ này trong triết học đã kết hợp hai ý nghĩa liên quan có điểm chung là chúng đề cập đến cách mà mọi thứ xảy ra một cách tự nhiên, "tự nhiên", không có "sự can thiệp" từ sự cân nhắc của con người, sự can thiệp của Thiên Chúa, hoặc bất cứ điều gì bên ngoài được coi là bình thường cho những điều tự nhiên đang được xem xét.
Sự hiểu biết về tự nhiên phụ thuộc vào đối tượng và độ tuổi của tác phẩm nơi chúng xuất hiện. Ví dụ, giải thích về tính chất tự nhiên của Aristotle khác với ý nghĩa của tính chất tự nhiên trong các công trình triết học và khoa học hiện đại, cũng có thể khác với cách sử dụng khoa học và thông thường khác. Chủ nghĩa khắc kỷ khuyến khích các học viên sống phù hợp với tự nhiên. Chủ nghĩa Pyrrhonism khuyến khích các học viên sử dụng sự hướng dẫn của tự nhiên trong việc ra quyết định.